# Netwerk VSP
Netwerk VSP is een Nederlands bedrijf dat reclamedrukwerk verspreidt. Sinds 2013 opereert het onder het consumentenmerk Spotta.
In de jaren 90 fuseerden Vierhand, Serieus, Pabri en Ten Cate tot het bedrijf Vierhand + Partners, dat in 1993 de naam Netwerk VSP kreeg. Het bedrijf had eind 2023 zo'n 420 werknemers in vaste dienst en daarnaast ruim 21.000 bezorgers.
Het bedrijf was tot 2020 een dochter van PostNL. Hierna werd het ondergebracht bij de Beheermaatschappij Arcis, een consortium dat onder andere bestaat uit Koninklijke Drukkerij Em. De Jong en Print Nerds. 
Er worden wekelijks 4,2 miljoen folderpakketten bezorgd bij huishoudens in Nederland. Het gaat hierbij voornamelijk om folders van commerciële bedrijven, maar ook ongeadresseerde kranten en magazines. Van 2007 tot 2012 bezorgde Netwerk VSP ook zakelijke geadresseerde post, maar aangezien dit uiteindelijk niet rendabel bleek, werd in 2011 besloten deze tak van het bedrijf op te heffen.